# Étienne Lenoir
Jean Joseph Etienne Lenoir (Mussy-la-Ville, Bélgica, 12 de enero de 1822 - La Varenne-Saint-Hilaire, 4 de agosto de 1900) fue un ingeniero belga, naturalizado francés, inventor del primer motor de combustión interna funcional.

## Biografía
Nació en Mussy-la-Ville (entonces en Luxemburgo, parte de la Provincia belga de Luxemburgo desde 1839) en 1822. En 1838, emigró a Francia y se instaló en París, donde desarrolló un interés por la galvanoplastia. Un esmaltador lo contrató, afrontando el problema de producir esmalte blanco mediante oxidación. Desarrolló un proceso con este fin, por el cual recibió su primera patente en 1847. El proceso se utilizó principalmente en la fabricación de esferas para relojes.
Lenoir también estaba interesado en la electrólisis y desarrolló un proceso especial para recubrir pequeños objetos redondos con plata o cobre. El orfebre Charles Christofle se lo compró y le recomendó que lo patentara. Eso sucedió en 1851. Christofle aplicó el proceso al diseño ornamental de la Ópera de París.
Entre 1855 y 1857 recibió varias patentes por varios inventos: en el sector ferroviario trabajó en señales eléctricas y sistemas de seguridad como los frenos; desarrolló un regulador para dínamos, inventó una amasadora mecánica, un medidor de agua y un proceso para recubrir superficies de vidrio. También intentó, sin éxito, desarrollar un motor electromagnético.
Su interés por el tema lo llevó a realizar varios inventos eléctricos, incluido un telégrafo eléctrico mejorado.
Creó el primer motor de combustión interna de dos tiempos en 1860 y el de cuatro tiempos en 1863.

## Motor de Lenoir

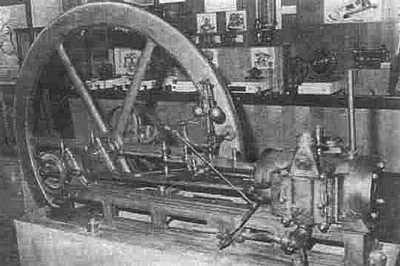
El motor de Lenoir en el Musée des Arts et Métiers, París.

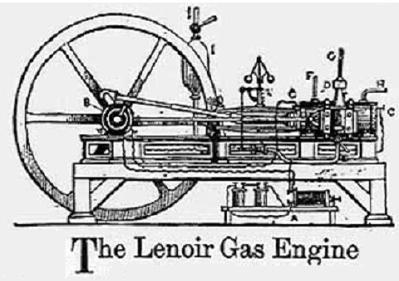
El motor de Lenoir a gas, 1860.

Lenoir estaba convencido de que el potencial de la máquina de vapor, en gran medida, se había agotado. Además, las desventajas eran obvias: la máquina tardaba mucho en calentarse antes de poder usarse y era pesada. Asistió a cursos gratuitos en la École Centrale des Arts et Manufactures. En 1859, la experimentación de Lenoir con la electricidad lo llevó a desarrollar el primer motor de combustión interna que quemaba una mezcla de gas de alumbrado y aire, encendido por un sistema de encendido de "chispas saltando" por bobina de Ruhmkorff, en el taller mecánico de su amigo Hippolyte Auguste Marinoni y que patentó en 1860. Unas 20 personas fueron invitadas a la firma ceremonial del documento el 23 de enero de 1860 con una manifestación. La patente, concedida por un período de 15 años, ampara un "motor de expansión de aire por combustión de gas", fechada el 24 de enero de 1860, y lleva el número 43624.
Su modelo era la primera solución al problema de disponer de un motor que haga uso del combustible directamente como propulsor. Esto haría posible, más adelante, prescindir de la máquina de vapor para producir vehículos autopropulsados.
Lenoir llega a este diseño construyendo un motor que quema el combustible en el mismo cilindro, sin necesidad de utilizar la cámara separada que requiere la máquina de vapor. En dicho motor, el combustible que lo sustenta se carga en forma de gas y se produce su ignición mediante una chispa eléctrica, lo que inicia la expansión del gas que impulsa un pistón. Básicamente se trata de un motor de dos tiempos que funciona sin compresión.

### Inconvenientes
Las ventajas como la fácil instalación y el uso inmediato sin precalentamiento se vieron contrarrestadas por las limitaciones técnicas: la eficiencia energética de motores funcionando a presión atmosférica es necesariamente baja (con límites teóricos de entre el 3% y %5; como referencia, automóviles de ciclo Otto actuales alcanzan una eficiencia de ca. 30%) y, por tanto, los costos de operación eran muy altos. Además, los pistones eran expuestos a explosiones por ambos lados, por lo que desarrollaban una muy elevada temperatura.
Con los materiales de la época y la precisión de fabricación que era posible, rápidamente surgió el peligro de que un pistón se atascara. En consecuencia, el motor requería mucho aceite lubricante y un sistema de refrigeración por agua muy eficiente.

### Producción
Algunos motores fueron creados inicialmente por Marinoni. Ya en 1859, Lenoir buscaba inversores. La Société des Moteurs Lenoir fue fundada con el inversor Gautier. La empresa fue capitalizada en dos millones de francos.

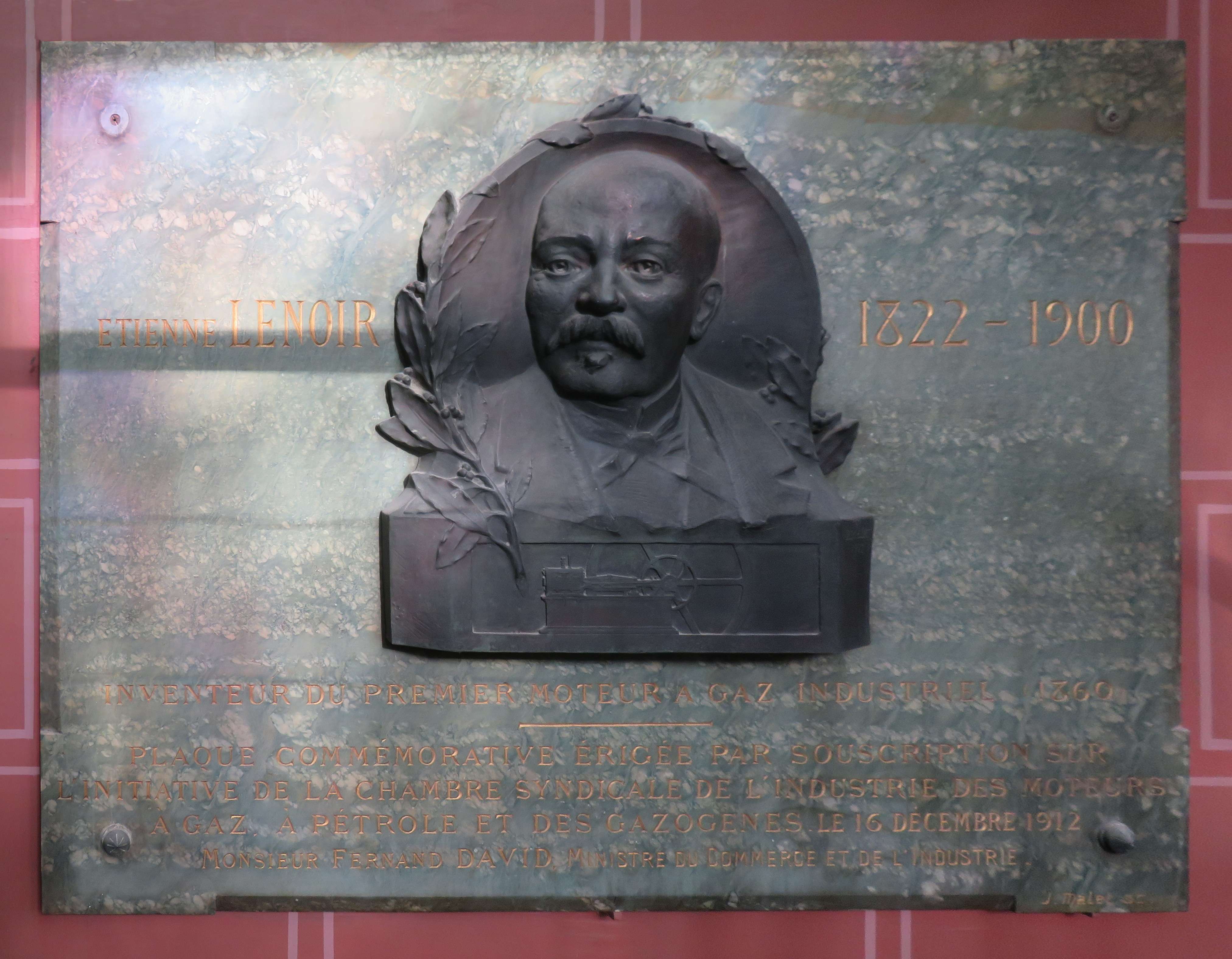
Placa conmemorativa de Étienne Lenoir en el Museo de Artes y Oficios (París)

La primera máquina de serie, con una potencia de 4 hp según el método de cálculo de la época, fue entregada en mayo de 1860 al maestro tornero Levêque. En los meses siguientes salieron de fábrica cerca de 400 motores de 1 a 4 hp. A menudo se utilizaban en la artesanía y en pequeñas empresas familiares como fábricas de ropa, talleres mecánicos o imprentas. En 1864, solamente en París, estaban funcionando 130 motores Lenoir. El motor fue muy bien recibido. Recibió un premio en la Exposición Universal de Londres (1862).

#### Embarcaciones
Tiempo más adelante, Lenoir adecua su invento para impulsar una embarcación.
En 1861 probó un motor de 2 hp en un bote. Como aún no se podía transportar gas de alumbrado, tuvo que encontrar otro suministro de combustible. En lugar de gas utilizó queroseno. Esto, a su vez, hizo necesario un dispositivo para la preparación de la mezcla, es decir, una forma temprana del carburador.
En 1865, Lenoir construyó un motor de 6 hp para una embarcación de doce metros de largo propiedad del editor de la revista Le Monde Illustré. El propietario lo utilizaba para cruceros de placer por el Sena.

#### Hippomobile

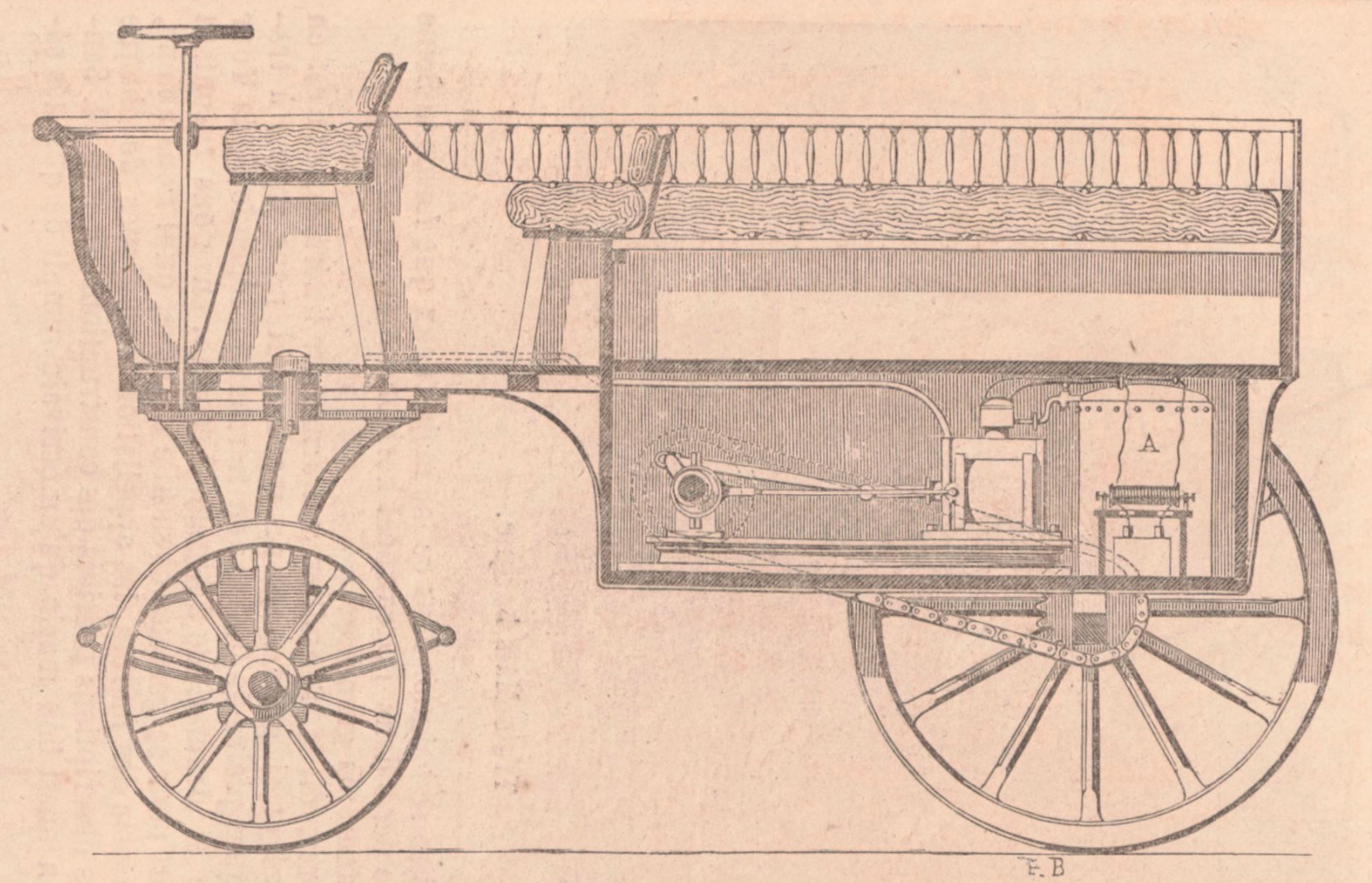
Ilustración del Hippomobile, publicada por Le Monde

En 1863 instaló una versión del motor con 1½ hp, que también funcionaba independientemente del suministro de gas estacionario, en un carruaje de tres ruedas llamado Hippomobile. Aquí utilizó un combustible a base de trementina. El cuerpo consistía en una estructura paralelepípeda elevada. Debajo había un compartimento de madera con la tecnología de accionamiento.
Con este vehículo recorrió la ruta de 18 km desde su taller hasta Joinville-le-Pont y regresó en unas tres horas. Esto resultó en un promedio de 6 km/h, incluidas las pausas. Los archivos del Automóvil Club de Francia documentan el viaje y una patente de 1864. El vehículo no fue un éxito debido a su gran peso y al motor que giraba a solo 100 rpm.
Un segundo automóvil fue construido en 1865 y vendido al zar ruso Alejandro II. Ninguno de los vehículos fue preservado, siendo destruido el hippomobile original durante la guerra franco-prusiana.

## Inventos posteriores
Étienne Lenoir vendió los derechos de su motor de gas a la Compagnie Parisienne du Gaz en 1863 y trabajó en muchos otros inventos diferentes después del motor de gas. Construyó un aparato "para la transmisión telegráfica de documentos escritos o dibujados", que incluso fue utilizado militarmente durante el sitio de París (1870-1871).
En 1861, Nicolaus Otto hizo construir un motor Lenoir y se dio cuenta de que funcionaría mejor con alcohol. El desarrollo de un carburador fiable para la preparación de mezclas requirió mucho tiempo, esta es una de las razones por las que Otto no recibió su patente hasta 1878.
En 1864 Otto presentó su motor de pistón neumático.
El innovador motor de cuatro tiempos y pistón neumático de Otto y Langen desplazó al de Lenoir, quien reconoció la superioridad de este motor e incluso trabajó en una versión de cuatro tiempos del motor de gasolina, que patentó en 1883. Este fue producido a partir de 1894 por Mignon & Rouart y la Compagnie Parisienne du Gaz. Lenoir mejoró la eficiencia al 15 por ciento. En 1886 se construyó otro barco propulsado por un motor de este tipo.

## Reconocimientos
El 16 de julio de 1900, poco antes de su muerte, Lenoir recibió un premio del Automóvil Club de Francia, una placa de plata dorada con la inscripción «En reconocimiento a sus grandes méritos como inventor del motor de gasolina y constructor del primer automóvil del mundo.»